# Élections législatives de 1956 dans le Cher
Les élections législatives françaises de 1956 se tiennent le 2 janvier. Ce sont les dernières élections législatives de la Quatrième république, après les élections de novembre 1946 et de juin 1951.

## Mode de scrutin
L'Assemblée nationale est composée de 626 sièges pourvus au scrutin proportionnel plurinominal suivant la règle de la plus forte moyenne dans le cadre départemental, sans panachage.
Le vote préférentiel est admis, en inscrivant un numéro d'ordre en face du nom d'un, de plusieurs ou de tous les candidats de la liste. Mais l'ordre ne pourra être modifié que si au moins la moitié des suffrages portés sur la liste est numéroté. Dans les faits les modifications ne dépasseront jamais les 7%.
La loi électorale du 7 mai 1951, dite loi des apparentements, reste en vigueur. Elle permet à la base une répartition des sièges à la représentation proportionnelle dans le département, mais si des listes « apparentées » avant le déroulement du scrutin obtiennent ensemble une majorité absolue de suffrages exprimés, elles reçoivent directement tous les sièges à pourvoir.
Dans le département du Cher, quatre députés sont à élire.

## Élus
| Député sortant  | Parti | Parti   | Député élu ou réélu | Parti | Parti |
| --------------- | ----- | ------- | ------------------- | ----- | ----- |
| Marcel Cherrier |       | PCF     | Marcel Cherrier     |       | PCF   |
| Lucien Coffin   |       | SFIO    | René Mariat         |       | PCF   |
| Jacques Genton  |       | Rad-soc | Raymond Lainé       |       | UFF   |
| Raymond Boisdé  |       | CNIP    | Raymond Boisdé      |       | CNIP  |

## Résultats

### Résultats à l'échelle du département
- Un apparentement en soutien au Front républicain est conclu entre les listes SFIO et UDSR.
- Un apparentement est conclu en soutien à la majorité sortante, entre les listes Rad-soc-RGR, MRP et Rép. soc.
- L'autre regroupe les trois listes de tendance poujadistes. Contrairement à la plupart des autres apparentements poujadistes, celui-là  n'est pas cassé par l'Assemblée nationale. Le bureau de vérification partant du principe que les autres apparentements étaient également litigieux, il conclut en disant que sans aucun apparentement le résultat resterait le même.

| Parti    | Parti         | Tête de liste   | Résultats | Résultats | Appar. | Appar. | Sièges |
| Parti    | Parti         | Tête de liste   | Voix      | %         | Voix   | %      | Nb.    |
| -------- | ------------- | --------------- | --------- | --------- | ------ | ------ | ------ |
|          | PCF           | Marcel Cherrier | 52 872    | 36,24     | -      | -      | 2 1    |
|          | CNIP          | Raymond Boisdé  | 27 788    | 19,05     | -      | -      | 1      |
|          | UFF           | Raymond Lainé   | 23 006    | 15,77     | 17 422 | 11,94  | 1 1    |
|          | Déf. int agri | Louis Joyeux    | 23 006    | 15,77     | 4 173  | 2,86   | -      |
|          | Act° civ.     | Ernest Verbeke  | 23 006    | 15,77     | 1 411  | 0,97   | -      |
|          | Rad-soc-RGR   | Roger Gaborit   | 21 513    | 14,75     | 11 815 | 8,10   | - 1    |
|          | MRP           | Claude Thoral   | 21 513    | 14,75     | 6 197  | 4,25   | -      |
|          | Rép. soc      | Marcel They     | 21 513    | 14,75     | 3 501  | 2,40   | -      |
|          | SFIO          | René Henry      | 19 271    | 13,21     | 15 070 | 10,33  | - 1    |
|          | UDSR          | Joseph Lelarge  | 19 271    | 13,21     | 4 201  | 2,88   | -      |
|          |               |                 |           |           |        |        |        |
| Inscrits | Inscrits      | Inscrits        | 185 293   | 100,00    |        |        | 4      |
| Votants  | Votants       | Votants         | 150 179   | 81,10     |        |        |        |
| Exprimés | Exprimés      | Exprimés        | 145 891   | 97,15     |        |        |        |